# Daniel Costescu
Daniel Ștefan Costescu (n. 14 iulie 1976, Câmpina, Prahova, România) este un fost fotbalist român, care a evoluat pe postul de atacant. Și-a început cariera la Sterom Câmpina, clubul din orașul său natal, mutându-se apoi la un alt club din Câmpina, FCM. A jucat apoi șapte sezoane la Petrolul, mutându-se pentru maxim un sezon la diferite cluburi după plecarea din Ploiești: FC Argeș, Unirea Urziceni, Ceahlăul Piatra Neamț, CS Mioveni, Progresul și Delta Tulcea. În 2010 și-a anunțat retragerea, după plecarea de la Tulcea, însă a revenit pentru un sezon în Elveția, la FC Baulmes.